# Zacarías Sánchez
Zacarías Sánchez Guastavino (Corrientes, 31 de enero de 1852 - Ib., 20 de enero de 1940) fue un agrimensor, ingeniero, geógrafo, escritor y periodista argentino, que ejerció como Jefe de la División Técnica de Límites Internacionales del Ministerio de Relaciones Exteriores y Culto (Argentina) hasta 1917.

## Biografía
Era hijo de Zacarías Sánchez Negrete, diputado provincial, dueño del almacén de Ramos Generales donde se vendió la primera estampilla en la Argentina, hermano de Pedro T. Sánchez, Gobernador de la
Provincia de Corrientes, y de Emiliano Sánchez, médico y diputado provincial, sobrino de José Miguel Guastavino, exgobernador de la provincia de Corrientes. Realizó sus estudios en el Colegio del Convento de la Merced siendo su maestro Don Pedro Matoso y luego curso sus estudios en la Facultad de Ciencias Exactas de la Universidad de Buenos Aires.
A los 15 años empezó a prestar servicios a su país como escribiente de la proveeduría del Ejército Argentino durante la Guerra del Paraguay desde 1867 hasta 1870. De allí pasa como ayudante oficial a la Subprefectura del puerto de Santa Fe desempeñando también las funciones de policía Fluvial, a su pedido es trasladado a la Subprefectura de Corrientes.
En 1874 ingresa en la oficina de cuentas de la Contaduría General de la Provincia de Corrientes hasta 1876, que presenta su renuncia para dedicarse a su profesión de Agrimensor Público, al mismo tiempo que formaba parte del personal técnico del departamento de topografía de la provincia
Traza los límites entre Corrientes y Misiones, designado por el Gobierno Nacional y el gobierno de la provincia, construyó el primer mapa catastral de la Provincia de Corrientes en 1893, trabajo que por su exactitud ha podido servir de modelo a otros similares llevados a cabo en el país, publicándolo con sus Notas Descriptivas de la Provincia de corrientes, Complementarias de la carta Geográfica. En el Museo Histórico de Corrientes “Teniente de Gobernador Manuel Cabral de Melo y Alpoin” (de quien descienden familiares de Zacarías Sánchez), funciona la Biblioteca “Raúl de Labougle” donde se tiene como un documento invaluable la plancha de plomo del mapa catastral realizado por Zacarías Sánchez en 1893. 
En el año 1895 es elegido diputado a la legislatura provincial en donde permanece dos años, ya que debe renunciar a su banca en 1897 porque lo llaman desde el gobierno nacional para que ocupe el puesto de Jefe de la 6.ª Subcomisión de Límites con Chile, puesto de gran responsabilidad y en el que puso de manifiesto su gran preparación, su ciencia y que le valiera que la Facultad de Ciencias Exactas le otorgara el título de Ingeniero Geógrafo, y más tarde lo dieran el cargo de Perito Argentino de Límites Internacionales.
En 1898 efectúa el relevamiento de parte austral de la Puna de Atacama, y el Gobierno Nacional lo asciende a Jefe de Comisiones de Límites, en ese cargo organizó las comisiones de estudio requeridos por la Comisión Asesora establecida en Londres y en cumplimiento de esa misión realizó una inspección personal de los trabajos de delimitación que se ejecutaban en la cordillera, desde Neuquén hasta el río San Juan de la provincia de mismo nombre
Designado Perito en reemplazo del Perito Francisco Pascasio Moreno continua hasta la terminación de los trabajos de la demarcación de los límites hecha por la comisión arbitral inglesa de 1903 dirigida por el coronel Sir Thomas Holdich, quien lo tenía en gran estima profesional (lo que venia firmado por “Don Zacherie” era palabra santa para él), a fines de cuyo año, el Gobierno lo nombró miembro de la comisión especial de estudios nuevamente creada para demarcar la línea de frontera en la Puna de Atacama, operación que dejó terminada en 1905. Fue enviado luego a Chile por el Gobierno Argentino para suscribir las actas correspondientes, en el arreglo definitivo internacional.
En 1906 con el fin de perfeccionar la demarcación de los límites de frontera en la Patagonia, realizó una series de publicaciones ilustrativas que dieron normas científicas a que debieran ajustarse los trabajos ulteriores, y en donde dejó plasmada una frase que lo caracterizó "Las Buenas Intenciones basadas en la ignorancia e incapacidad de nuestros funcionarios, provocan al país más daño material y económico que una guerra civil o internacional".
Sus obras tituladas: “La frontera Argentina-Chilena” y “La frontera Argentina-Brasileña”, acompañadas por carpetas de planos correspondientes dan por sí solo para consagrarlo como el gran hombre que fue, por ninguno de estos trabajos hechos a título personal así como el tercero “La frontera Argentino-Boliviana” , pretendió remuneración alguna, siendo dadas a publicidad mediante Ley especial de la Nación.
En 1910 sorprendió dando cima a su monumental Mapa de la República Argentina que el instituto Geográfico le requiriera a fin de dar cumplimiento a la Ley N.º 6286 del Centenario. El Ing. Sánchez cedió generosamente el trabajo al Instituto y fue impreso en Alemania bajos los auspicios de la mencionada Institución.
A fines de 1910 fue nombrado por el Gobierno Nacional delegado al X Congreso Internacional de Geografía realizado en Roma. No pudo concurrir porque se lo designó Perito para la demarcación de límites con Bolivia, que desempeñó hasta mayo de 1917.
No pudo participar del Congreso pero envía la obra titulada “La Corografía de la República Argentina” escrita en francés, que recibió la distinción de Diploma de Honor y Medalla de Oro, luego el gobierno italiano lo hizo traducir al italiano y adoptarlo como texto para sus colegios, igual distinción obtuvo la obra en el congreso de Ruobaix (Francia).
Entre los años 1907 a 1913, perfeccionó el trabajo de deslinde que la Comisión Inglesa practicó en la Patagonia en la ejecución del Laudo, mediante una triangulación general que ligó entre sí a todos los hitos erigidos sobre la línea divisoria, operación que mando ejecutar bajo su dirección, dando por resultado el conocimiento de la posición geográfica de todos ellos y permitiendo completar la documentación oficial de la demarcación con la firma de un acta de que hace mención el acuerdo internacional con Chile el 2 de mayo de 1904. Dicha obra fue dada a publicidad por el gobierno Nacional Argentino.
Realiza en su función de Jefe de la Comisión de demarcadora de Límites con Bolivia, un profundo estudio consultando los tratados, mapas antiguos y recorriendo el propio terreno para poder resolver la cuestión, llegando a la conclusión de que el reclamo de Bolivia era inconsistente.
Cuando el Congreso Argentino voto la entrega de las tierras a Bolivia, presentó su renuncia porque no quería que su firma quedara en el acta ya que no asistía razón para esto debido a todo el estudio que se había realizado y en donde estaba probada, a su entender, la legitimidad argentina sobre ese territorio.
Es una anécdota conocida cuando el general Bartolomé Mitre le dijo luego de su exposición frente a las más altas autoridades del país e internacionales por el conflicto del límite con Bolivia: «Lo felicito Señor Sánchez, estoy de acuerdo con Ud. en todo, pero pienso que antes de ir a una Guerra es preferible cederles ese pedazo de terreno», a lo que replicó el perito: «Eso sería, General, si las tierras fueran suyas, pero las tierras son de la Patria».
Jamás quiso aceptar las tierras (20 leguas cuadradas) que el gobierno Nacional como gratificación quiso entregarle como lo hizo con el perito Francisco Pascasio Moreno.
Falleció en su ciudad natal el 20 de enero de 1940. Sus restos descansan en el panteón familiar del cementerio San Juan Bautista de la Ciudad de Corrientes.

## Obras
En el Ministerio de Relaciones Exteriores y Culto (Argentina) existen más de 100 carpetas que contienen los estudios, los mapas, los trabajos del Ingeniero Sánchez, las publicaciones más importantes fueron: 

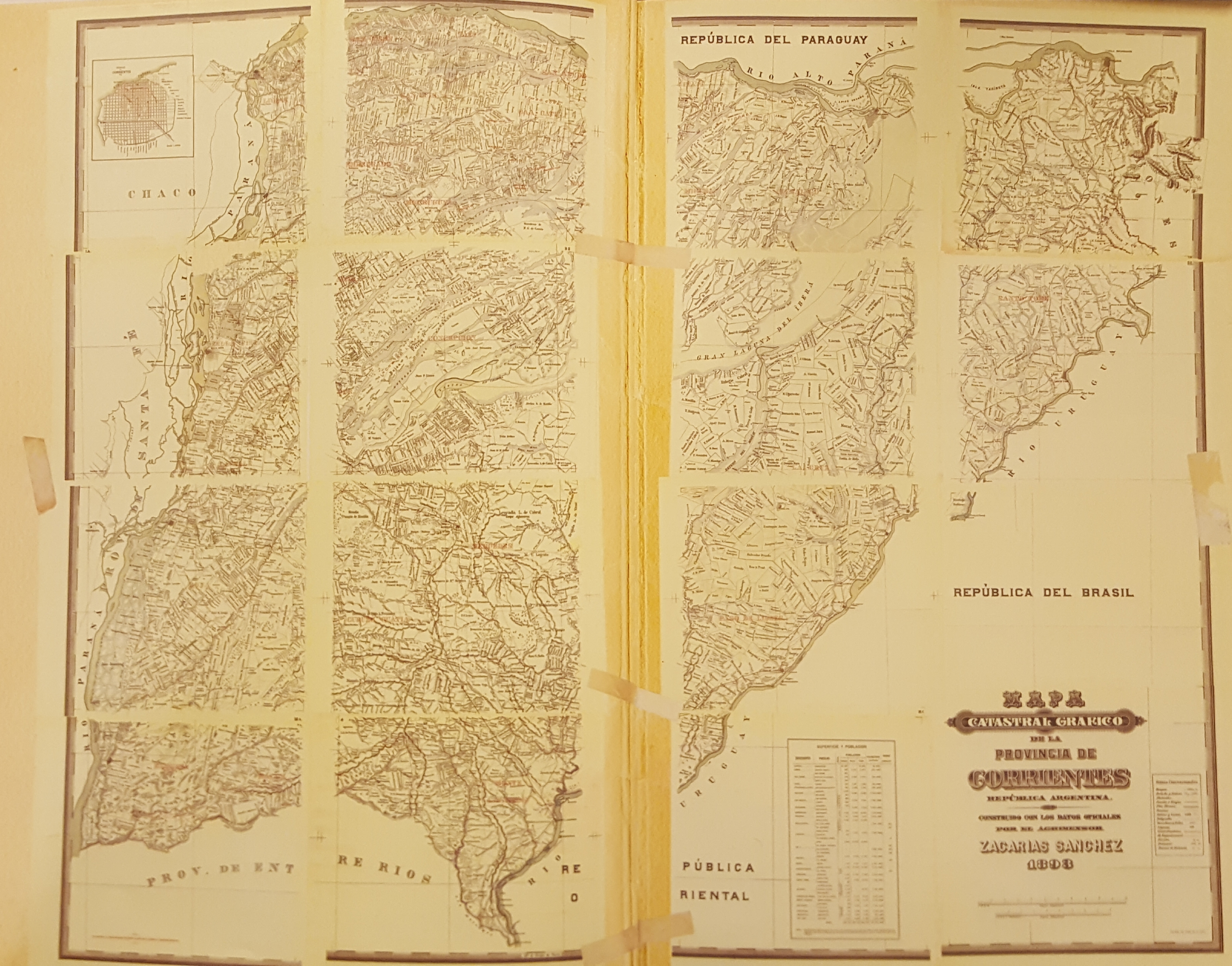
Mapa de la Provincia de Corrientes, Argentina, realizado por el Ingeniero Geógrafo Zacarías Sánchez en 1893

- Primera Carta Geográfica de Corrientes (1893)

- Notas Descriptas de la Provincia de Corrientes con Registro General de las propiedades Rurales (1894)

- Mapa de los Ferrocarriles del SudAmerica

- La frontera Argentina-Chilena

- La frontera Argentina-Brasileña

- La frontera Argentina-Boliviana

- Mapa de La República Argentina 1910

- La Corografía de la República Argentina

- Nueva Corografía de la Provincia de Corrientes (1933)